# El disputado voto del señor Cayo (novela)
El disputado voto del señor Cayo es una novela del autor vallisoletano Miguel Delibes, publicada en 1978. La motivación del autor era realizar una crítica del abandono del campo castellano, representada por la acción en medio tan especial como el de un pueblo deshabitado en el que viven solo dos habitantes, que ni siquiera se hablan. Fue adaptada al cine, con el mismo título, por Antonio Giménez-Rico en 1986.

## Argumento
El señor Cayo es un anciano que vive en uno de los muchos pueblos de la España deshabitada, en concreto del norte de Castilla. Las casas están mayoritariamente en ruina, y los dos únicos habitantes riñeron hace tiempo y ni siquiera se hablan. En ese contexto un día llegan tres militantes de un partido político haciendo propaganda para las primeras elecciones de la Transición. Ellos intentan hacer comprender al señor Cayo la importancia de que les vote a ellos, mientras él les muestra de forma muy convincente que la vida de las ciudades que ellos defienden no es mejor que la cultura rural, de la que Cayo es depositario.
Ese contraste ejemplifica la constante tendencia de Delibes por defender los valores de la cultura rural castellana amenazada por la vida moderna de las ciudades.